# مصنع المنسوجات الملكية
مصنع المنسوجات الملكية هو مصنع أسسته شركة فيليب بعد أن فقدت إسبانيا أراضيها البلجيكية وورش نسيجها، وذلك بسبب معاهدة أوترخت. كان المشروع واحدًا من المبادرات التجارية التي تم تنفيذها في القرن الثامن عشر في منطقة مدريد لتوفير السلع الفاخرة. مثال آخر على هذه المشاريع مصنع الخزف Fábrica del Buen Retiro .
كما فعل نظيره المصنع الفرنسي غوبلان ، زوّد مصنع النسيج الملكي المحكمة بالمنسوجات. عندما كان في العشرينات من عمره، تم تكليف الرسام فرانسيسكوغويا بتقديم تصاميم (تُعرف بالرسوم الكرتونية ) للمنسوجات لتأثيث الإسكوريال والقصر الملكي الباردو، وهما من قصور منطقة مدريد.  ويتم عرض العديد من الرسوم المتحركة من نسيج غويا في متحف ديل برادو .

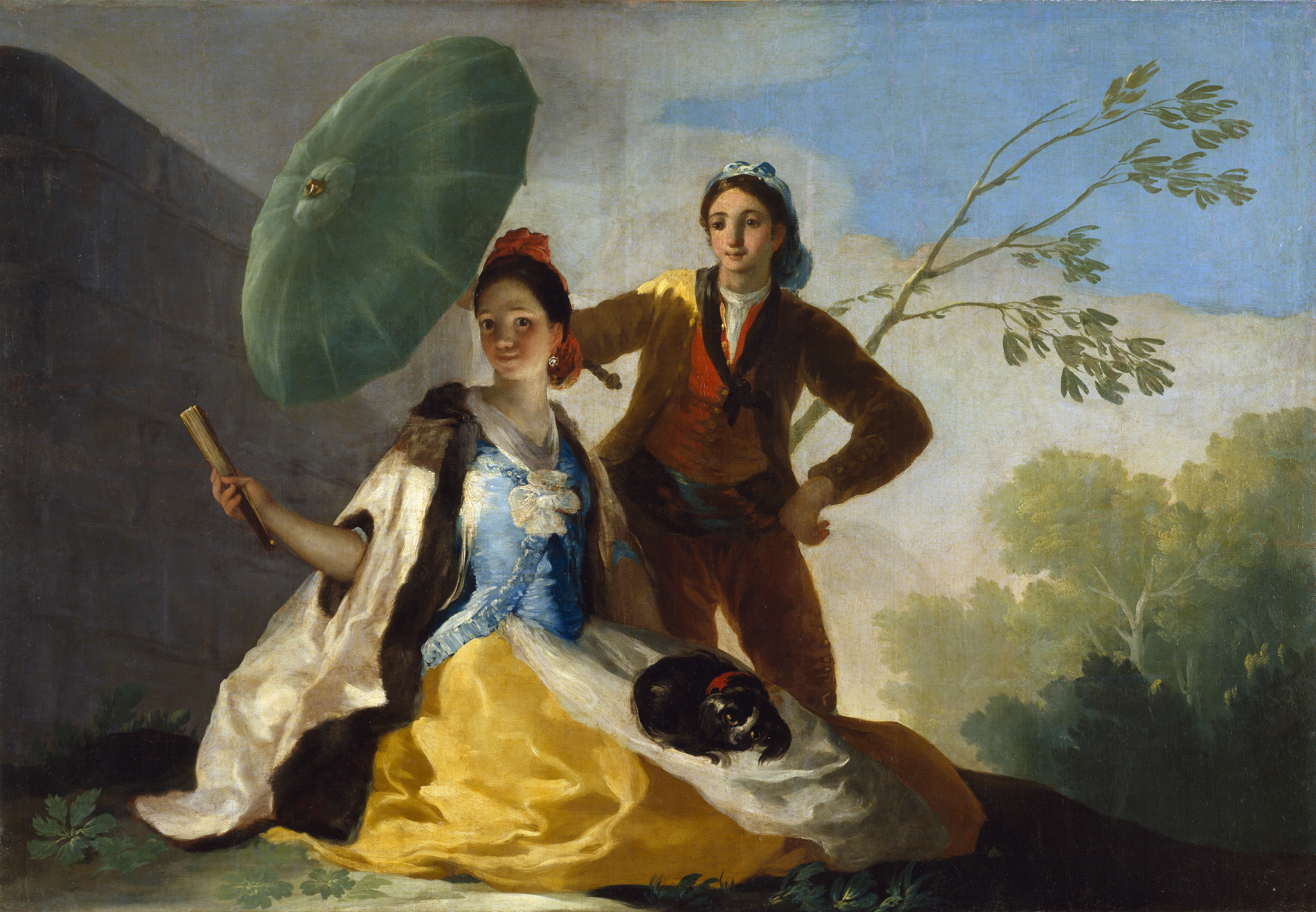
المظلة. صممت بواسطة جويا عام 1777. وهي إحدى البطاقات التي سلمها غويا إلى المصنع الملكي في عام 1775 ، وهو العام الذي وصل فيه لتحويل النماذج إلى نسيج.

## الأنشطة الحالية
في التسعينات، واجه المصنع خسارة ثم نجى منها من خلال الأموال العامة. أصبحت المؤسسة تحت رعاية وزارة الثقافة بهدف توفير أساس آمن للمستقبل. على الرغم من وجود مشاكل ربحية، إلا أن المصنع لا يزال ينتج المفروشات والسجاد التقليدية.  بالإضافة إلى إنتاج قطع جديدة، فهي تحافظ على المنسوجات التاريخية.
بعد أن أصبحت مانويلا كارمينا رئيسة مدريد في عام 2015 ، ظهرت قضايا متعلقة بإقامة مدير المصنع ليفينو ستويك في شقة دوبلكس 700 متر 2 فوق المصنع.بدون إيجار للمالك فكان هناك إدعاءات للإستيلاء العشوائي، ومحاولة لفرض غرامات. 

## البناية
يقع المصنع في بوابة على الجانب الشمالي من مدريد.
منذ القرن التاسع عشر احتل المصنع موقعا ليس بعيدًا عن محطة أتوتشا. مبنى القرن التاسع عشر بحد ذاته ذو أهمية تاريخية. تم منحها قائمة التراث الثقافية في عام 2006. 